# Мала Рудка (річка)
Мала́ Ру́дка — річка  в Україні, у Корецькому  районі Рівненської області. Ліва притока Топчинки (басейн Дніпра).

## Опис
Довжина річки приблизно 1,7 км.

## Розташування
Бере початок на північному заході від Топчи. Тече на північний схід і на південному сході від Малої Клецьки  впадає у Топчанку, ліву притоку Клецьки.